# L'orrore di Dunwich
L'orrore di Dunwich (The Dunwich Horror) è un racconto horror dello scrittore statunitense Howard Phillips Lovecraft ed è considerato uno dei più importanti appartenenti al cosiddetto Ciclo di Cthulhu. Scritto nel 1928, fu pubblicato nell'aprile 1929 sulla rivista Weird Tales. Il racconto è ambientato nella città di Dunwich, una città immaginaria del Massachusetts.

## Trama
Wilbur Whateley nasce nel decadente villaggio di Dunwich da Lavinia Whateley, una ragazza madre albina, deforme e sciatta. Nessuno sa chi sia il padre del bambino, ma il nonno di Wilbur, molto anziano, mentalmente instabile e sospettato di essere dedito a pratiche occulte e di magia nera, si dichiara fiero del nipote e certo che questi presto compirà mirabili imprese, istruendolo in casa e trasmettendogli il proprio antico sapere. Il bambino cresce rapidamente, raggiungendo l'aspetto e un comportamento maturo già a dieci anni, e inizia ad aiutare suo nonno ad ampliare il fienile della fattoria, per scopi sconosciuti, alimentando ulteriormente la diffidenza degli abitanti del villaggio nei confronti della famiglia Whateley. 
Alcuni anni dopo, il nonno di Wilbur muore di vecchiaia e poco dopo viene a mancare anche la madre, in circostanze poco chiare tanto da indurre tutti a sospettare un matricidio. A questo punto Wilbur si rende conto che la versione del Necronomicon ereditata da suo nonno è priva di alcune parti di cui ha bisogno per completare una terribile cerimonia blasfema. Pertanto decide di andare a cercare la versione completa, che è conservata alla Miskatonic University. Qui il dottor Henry Armitage in un primo momento gli consente di esaminare il libro, ma insospettitosi, non permette a Wilbur di prenderlo in prestito né di copiare alcuni determinati passaggi. 
Poiché non era riuscito ad ottenere ciò di cui aveva bisogno, Wilbur decide di rubare il libro nottetempo, ma viene ucciso da un cane da guardia, che lo attacca in un modo insolitamente feroce. Quando il dottor Armitage e i suoi colleghi accorrono richiamati dai continui latrati del cane, assistono ad una visione raccapricciante: uno strano corpo ricoperto di scaglie con orrendi tentacoli che fuoriescono dai vestiti ridotti a brandelli dal cane e con degli zoccoli coperti da una pelliccia gialla, giace sul pavimento della biblioteca. Si tratta di Wilbur, un'oscena chimera il cui unico tratto di apparente normalità era rappresentato dal volto dalle fattezze umane. Armitage decide di studiare più approfonditamente il Necronomicon perché ha la sensazione che Wilbur sia solo un ingranaggio di un oscuro disegno più grande. 
Qualche giorno dopo il fienile di Whateley crolla e la creatura nascosta al suo interno, che era stata allevata e in qualche modo nutrita e controllata da Wilbur e da suo nonno, si libera e semina devastazione e morte nei dintorni, schiacciando case, fattorie, persone e animali. La città è inerme, terrorizzata dal fatto che la creatura agisce di notte, è invisibile agli occhi umani e, dalle enormi orme che lascia nel terreno al suo passaggio, è sicuramente di dimensioni gigantesche. Tutto lascia supporre che gli abitanti verranno prima o poi spazzati via dal mostro demoniaco evocato dai Whateley, fino a quando il dottor Armitage, il professor Rice e il dottor Morgan, avendo studiato il modo per fermare la creatura, corrono in soccorso dei superstiti. Dopo aver spruzzato sul mostro una particolare sostanza chimica riescono a renderlo visibile per pochi attimi, rivelando agli occhi dei presenti una creatura ciclopica, informe, con numerosi tentacoli e con una testa gigantesca simile a quella umana con i connotati della famiglia Whateley. Con un rituale mistico i tre dottori riescono a eliminare la creatura che si era rivelata come il fratello di Wilbur, figlio di Yog-Sothoth.

## Altri media
Nel 1970 è uscito un film tratto dal racconto, Le vergini di Dunwich.